# Kriegerdenkmal Straßburg
Das Kriegerdenkmal Straßburg (französisch Monument aux morts de Strasbourg) ist ein Denkmal auf dem Place de la République in Strasbourg, Hauptstadt der Region Grand Est und des Département Bas-Rhin.
Es wurde 1936 zum Gedenken an die im Ersten Weltkrieg von 1914 bis 1918 gefallenen Kinder der Stadt errichtet. Es war der erste bewaffnete Konflikt, an dem so viele Länder auf der ganzen Welt beteiligt waren. Die menschlichen Verluste beliefen sich auf mehr als acht Millionen Tote und sechs Millionen Kriegsversehrte.
Die Einweihung des Straßburger Kriegerdenkmals fand am 18. Oktober 1936 durch den französischen Präsidenten Albert Lebrun statt. Unter dem Denkmals steht nur À nos morts, zu deutsch „Unseren Toten“. In anderen Gegenden von Frankreich stand hier „Gefallen für Frankreich“. Die Elsässer mussten in mehreren Kriegen auf der deutschen und französischen Seite kämpfen und fielen im Kampf auf der einen oder der anderen Seite.

## Lage
Das Kriegerdenkmal befindet sich auf dem Place de la République, dem zentralen Platz von Straßburg, nordöstlich der Altstadt. Der Platz entstand in den 1880er-Jahren als Kaiserplatz. Damals gehörte das Reichsland Elsaß-Lothringen zum Deutschen Kaiserreich.

## Beschreibung
Die Skulptur ist eine weltliche Form der Pietà. Sie zeigt eine Mutter, die personifizierte Stadt Straßburg, die ihre beiden sterbenden Kinder auf den Knien hält. Der eine ist Deutscher, der andere Franzose. Sie tragen keine Uniform mehr. Anfangs kämpfen sie gegeneinander und reichen sich dann die Hände.
Die Skulpturengruppe wurde von Léon-Ernest Drivier (1878–1951) geschaffen.

## Geschichte

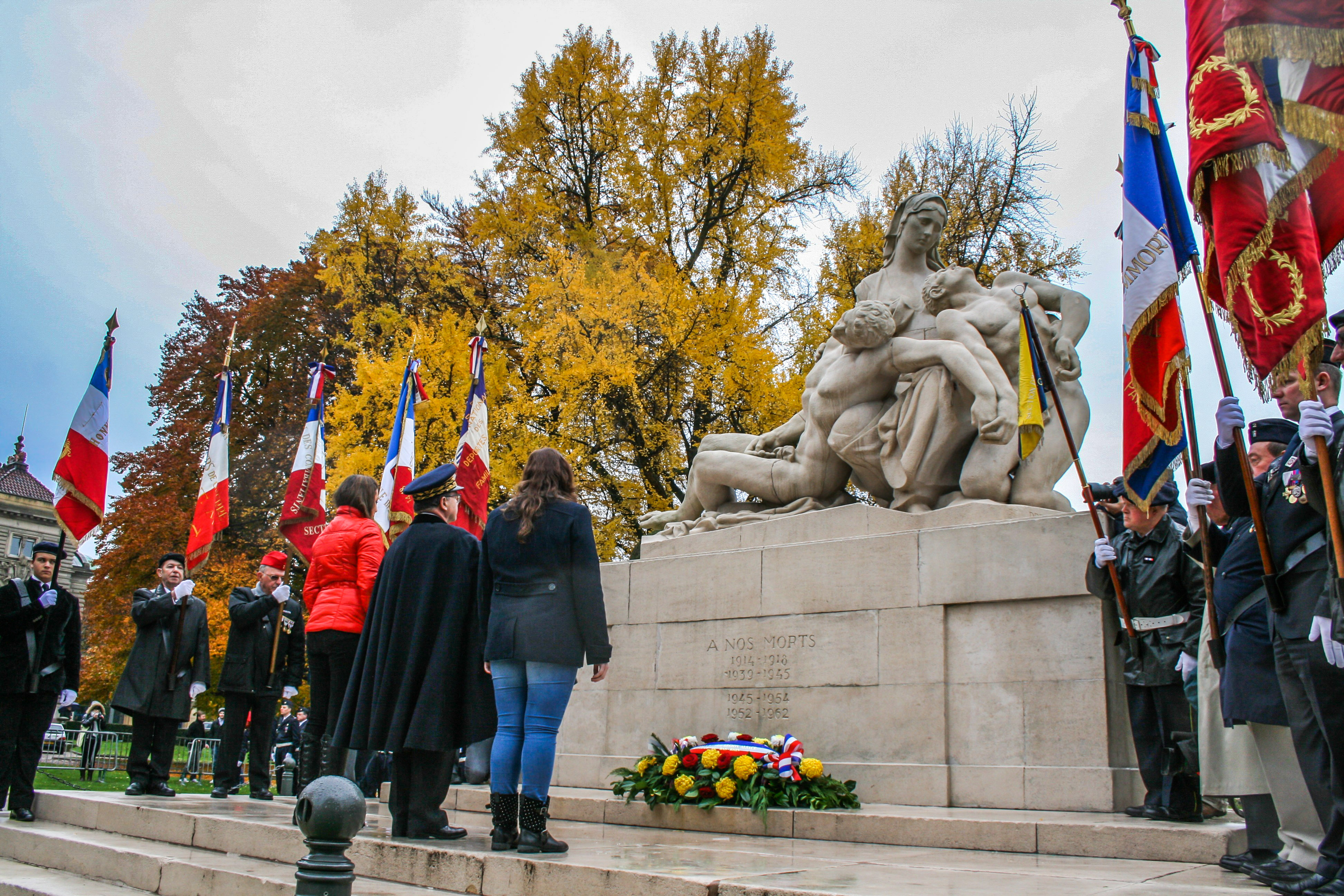
Gedenken an den Waffenstillstand von Compiègne am 11. November 2012.

Als temporäres Denkmal zu Ehren der gefallenen Soldaten wurde 1919 der übliche imposante Obelisk auf dem Place de la République errichtet.
Henry Lévy (1871–1937), erster stellvertretender Bürgermeister von Straßburg von 1919 bis 1922, Generalrat, Vizepräsident des jüdischen Konsistoriums von Bas-Rhin und Industrieller, war der Initiator dieses zweiten Denkmals.
Das Denkmal wurde am 18. Oktober 1936 in Anwesenheit des Präsidenten der Republik, Albert Lebrun, begleitet von Henri Sellier, Minister für öffentliche Gesundheit im Kabinett Blum, und François de Tessan, Unterstaatssekretär für Elsass- und Lothringische Angelegenheiten, eingeweiht.
Zuerst hielt Albert Lebrun eine Rede, dann folgte François de Tessan und überließ das Wort Charles Frey, dem ehemaligen Minister und Bürgermeister der Stadt Straßburg. Henry Lévysprach als letzter. Er hielt eine vom Pazifismus geprägte Rede.
Am 15. Februar 1953 wurde das Denkmal schwarz verhängt. Es war ein Protest gegen das Urteil über Täter von Oradour-sur-Glane.